# Шиньянга (область)
Шиньянга (англ. Shinyanga) — одна из 30 областей Танзании. Имеет площадь 50 781 км², по данным переписи 2012 года её население составляло 1 534 808 человек. Административным центром области является город Шиньянга.

## География
Шиньянга расположена на севере страны, граничит на севере с областями Кагера, Мванза и Мара, на востоке — с областями Аруша и Маньяра, на юге — с областями Сингида и Табора, на западе — с областью Кигома.

## Административное деление
Административно область разделена на 5 округов:
- Кахама городской
- Кахама
- Шиньянга городской
- Шиньянга сельский
- Кишапу